# Conseil de la recherche scientifique et technologique de Turquie
Le Conseil de la recherche scientifique et technologique de Turquie (en turc : Türkiye Bilimsel ve Teknolojik Araştırma Kurumu, TÜBİTAK) est une agence nationale turque fondée en 1963 et dirigée par un conseil scientifique.
TÜBİTAK élabore des politiques scientifiques et technologiques, gère des instituts de R&D, mène des études de recherche technologique et de développement qui sont désignés comme "priorités nationales" par le gouvernement turc. TÜBİTAK agit en tant que secrétariat du Conseil suprême pour la science et la technologie, le plus haut organe décisionnel en matière de science et de technologie en Turquie.

## Histoire
TÜBİTAK a été fondé le 17 juillet 1963 par le président turc Cemal Gürsel, en tant que conseil scientifique pour guider le ministère de la Défense.

## Activités
TÜBİTAK est chargé du développement ainsi que de la coordination de la recherche scientifique conformément aux objectifs fixés par l'Académie turque des sciences (en) (TÜBA). TÜBİTAK représente la Turquie dans le cadre des programmes de recherche internationaux, notamment en tant que membre de la Fondation européenne de la science et des programmes-cadres de l'Union européenne pour la recherche et le développement technologique.

## Produits et projets
- RASAT (en)
- bombe HGK (en)
- Pardus
- SOM
- Bozdoğan (missile)